# 上月吏
上月 吏（こうづき つかさ、1887年4月8日 - 没年不詳）は、日本の映画監督、脚本家である。本名および別筆名は、永井 健（ながい たけし）。

## 人物・来歴
1887年（明治20年）4月8日に生まれる。生地は不明である。
東京府東京市小石川区原町（現在の東京都文京区白山5-28-20）にあった東洋大学に、聴講生として哲学を学ぶ。その後は、新聞記者、地方巡業を行う劇団に参加し、事務、座付作者（劇作家）、俳優とさまざまな職務をこなし、連鎖劇にも出演した。1919年（大正8年）、護国活動写真製作所に入社、脚本係となる。当時手がけた作品名は不明である。
1923年（大正12年）9月1日に起きた関東大震災を経て、関西に移り、同年11月、東亜キネマ甲陽撮影所脚本部に入社する。「上月 吏」の名で脚本を書きつづけ、翌1924年（大正13年）10月1日に公開された上月のオリジナル脚本の映画化『死よりも哀し』を監督し、満36歳で映画監督としてデビューした。以降は、上月の名で映画を監督し、本名の「永井 健」で仁科熊彦や賀古残夢らにオリジナル脚本を提供した。1925年（大正14年）10月30日に公開された桜庭青蘭監督の『闇を打つ音』にオリジナル脚本を提供した際には、上月の名でクレジットされ、以来、上月の名で脚本を提供するようになり、1927年（昭和2年）5月19日に公開された『ギヤマンの酒』では、初めて永井の名で監督としてクレジットされ、逆に上月の名は脚本家としての筆名となった。このころ原作や監督時の脚本で組んだ「竹井白路」は、当時の同社脚本部長であった竹井諒の筆名である。1929年（昭和4年）7月7日に公開された永井名義での監督作『若草お新旅日記』を最後に、同年9月の同社の制度改革を機に同社を退社した。
1930年（昭和5年）4月3日に公開された『踊る幻影』（監督鈴木重吉）の脚本を書き、上月の名でクレジットされて以降は、永井名義を廃し、同年いっぱいは帝国キネマ演芸で脚本を書いた。1933年（昭和8年）に新進キネマが製作して公開された『路二つ』（脚本日疋重亮、原作佐藤紅緑）を監督したのが、現在みられる最後の作品記録である。『日本映画監督全集』（キネマ旬報社）において、上月の項目を執筆した岸松雄（1906年 - 1985年）は、1935年（昭和10年）ころ、東宝映画の東京撮影所（現在の東宝スタジオ）で、ときどき「縞の着物にセルの袴、粗末な男もののコウモリがさを片手に訪ねてくる中肉中背の老人」に見えた上月（当時満48歳）を見かけているが、それ以降の消息は不明である。このとき、岸に対しその「老人」が上月であることを教えたのは、かつての東亜キネマ脚本部長、当時の東宝映画プロデューサーの竹井諒であった。没年不詳。

## フィルモグラフィ
クレジットはすべて「脚本」である。公開日の右側には脚本を含む脚本以外のクレジットがなされた場合の職名、および東京国立近代美術館フィルムセンター（NFC）、マツダ映画社所蔵等の上映用プリントの現存状況についても記す。同センター等に所蔵されていないものは、とくに1940年代以前の作品についてはほぼ現存しないフィルムである。資料によってタイトルの異なるものは併記した。特筆以外の名義はすべて「上月吏」名義である。

### 東亜キネマ甲陽撮影所
特筆以外すべて製作は「東亜キネマ甲陽撮影所」、配給は「東亜キネマ」、すべてサイレント映画である。
- 『明暗の巷』 : 監督山根幹人、原作上島量、1924年製作・公開
- 『眠れる大地』 : 監督古海卓二、製作東亜キネマ等持院撮影所、1924年製作・公開
- 『死よりも哀し』 : 1924年10月1日公開 - 監督・原作・脚本
- 『燃ゆる潮』 : 1924年11月15日公開 - 監督・脚本
- 『闘争の後』（『闘争の夜』[3]） : 監督仁科熊彦、1925年3月4日公開 - 原作・脚本（「永井健」名義）
- 『鉄火渦巻く』 : 監督賀古残夢、1925年3月26日公開 - 原作（「永井健」名義）
- 『人を喰った話』 : 監督山本嘉次郎、1925年4月15日公開 - 脚本（「永井健」名義）
- 『海国の母』 : 原作田村喜一郎、1925年8月12日公開 - 監督・「永井健」名義で原作
- 『闇を打つ音』 : 監督桜庭青蘭、製作東亜キネマ等持院撮影所、1925年10月30日公開 - 原作・脚本
- 『春の歌』 : 監督賀古残夢、原作佐藤紅緑、1926年1月4日公開 - 脚本（「永井健」名義）
- 『第二の熱情』 : 監督竹内俊一、1926年4月1日公開 - 原作・脚本
- 『五分間停車』 : 監督桜庭青蘭、1926年4月8日公開 - 原作・脚本
- 『太陽を呑んだ男』 : 監督阪田重則、1926年4月15日公開
- 『消すな灯』 : 1926年5月21日公開 - 監督・脚本
- 『踏切番の女』 : 監督西本竹二（西本武二）、1926年8月26日公開 - 原作・脚本
- 『剣戟の双竜』（『劔戟の双竜』[3]） : 監督石田民三、製作東亜キネマ等持院撮影所、1927年4月8日公開 - 原作・脚本
- 『ギヤマンの酒』 : 原作竹井白路（竹井諒）、1927年5月19日公開 - 監督（「永井健」名義）
- 『鉄拳縦横』 : 監督米沢正夫、1927年6月7日公開 - 原作・脚本
- 『暁の中の顔』 : 脚本内田徳司、原作シドニー・エマーソン、1927年6月14日公開 - 監督（「永井健」名義）
- 『怪魔鬼行』 : 監督仁科熊彦、製作東亜キネマ等持院撮影所、1927年製作・公開 - 原作・脚本
- 『新復活』 : 脚本内田徳司、1927年製作・公開 - 監督（「永井健」名義）
- 『謎の指輪』 : 原作・脚本竹井白路、1927年製作・公開 - 監督（「永井健」名義）

### 東亜キネマ京都撮影所
特筆以外すべて製作は「東亜キネマ京都撮影所」、配給は「東亜キネマ」、すべてサイレント映画である。
- 『廃兵の微笑』（『廢兵の微笑』[3]） : 原作・脚本吉岡貞明、1927年10月22日公開 - 監督（「永井健」名義）
- 『情火奔流す』 : 1928年1月4日公開 - 監督（「永井健」名義）・原作・脚本（「上月吏」名義）
- 『最後の事件』 : 原作・脚本内田徳司、1928年1月15日公開 - 監督（「永井健」名義）
- 『恋は異なもの』（『恋は異なるもの』[3]） : 原作・脚本竹井白路、1928年4月29日公開 - 監督（「永井健」名義）
- 『かげらふの唄』 : 原作・脚本内田徳司、1928年5月6日公開 - 監督（「永井健」名義）
- 『乙女美し唄へや唄へ』[3] : 原作・脚本竹井諒、1928年7月6日公開 - 監督（「永井健」名義）[3]
- 『恋に絶叫する者』 : 原作・脚本内田徳司、1928年7月6日公開 - 監督（「永井健」名義）
- 『飛竜の嵐』 : 原作古谷善滋、脚本日疋重亮、1928年11月29日公開 - 監督（「永井健」名義）
- 『巷の人』（『巷に人』[3]） : 原作・脚本内田徳司、1928年製作・公開 - 監督（「永井健」名義）
- 『新生の声』 : 原作・脚本吉岡貞明、1928年製作・公開 - 監督（「永井健」名義）
- 『お蝶殺し』 : 原作・脚本木下延彦、1929年3月18日公開 - 監督（「永井健」名義）
- 『和蘭蛇秘帖』 : 原作・脚本吉岡貞明、1929年5月15日公開 - 監督（「永井健」名義）
- 『若草お新旅日記』 : 1929年7月7日公開 - 監督（「永井健」名義）・原作・脚本（「上月吏」名義）

### 帝国キネマ演芸
特筆以外すべて製作・配給は「帝国キネマ演芸」、すべてサイレント映画である。
- 『踊る幻影』 : 監督鈴木重吉、原作内田虎之助、1930年4月3日公開
- 『思ひ出（英語版）』 : 監督竹内俊一、原作ヴィルヘルム・マイエル・フェルステル（英語版）、1930年5月31日公開
- 『団子串助漫遊記 発端篇』（『だんご串助漫遊記 発端篇』[3]） : 監督曾根純三、原作宮尾しげを、1930年7月1日公開
- 『寛永蛙騒動』 : 監督富沢進太郎（富沢進郎）、1930年12月26日公開 - 原作・脚本
- 『路二つ』 : 脚本日疋重亮、原作佐藤紅緑、製作・配給新進キネマ、1933年製作・公開 - 監督